# 18e régiment de chasseurs à cheval
Le 18e régiment de chasseurs à cheval est une unité de cavalerie légère de l'armée française, créée en 1793, pendant la Révolution française.

## Création et différentes dénominations
- 1793 : 18e régiment de chasseurs à cheval[1]
- 1794 : Dissous[1]
- 1815 : Chasseurs de la Sarthe[1]
- 1831 : Dissous[1]
- 1873 : 18e régiment de chasseurs à cheval[1]
- 1940 : Dissous[1]
- 1er février 1945 : 18e régiment de chasseurs à cheval
- 16 novembre 1945 : dissous
- 1956 : 18e régiment de chasseurs à cheval[1]
- 1962 : Dissous[1], devient le 5e régiment de cuirassiers
- 1976 : 18e régiment de chasseurs (Réserve)
- 1992 : Dissous

## Chefs de corps
- 1793 : Debonne Dabonval
- 1815 : Beaumont
- 1830 : Planzeaux
- 1873 : Durdilly
- 1876 : Roys
- 1880 : Caffaro
- 1887 : Lepescheux-Duhautbourg
- 1890 : Moussaye
- 1895 : Meneust
- 1900 : Sillegue
- 1902 : Landres
- 1903 : Cherfils
- 1905 : Mazel
- 1905 : Marette de Lagarenne
- 1910 : Laperrine
- 1912 : Clermont-Tonnerre
- 1915 : Chazelles
- 1915 : Rivain
- 1920 : Bouret
- 1921 : Benoist
- 1927 : Pichon-Vendeuil
- 1927 : Compain
- 1935 : Marteau
- 1937 : Marion
- 1939 : Delpit
- 1940 : Colonel Schlesser
- 1945 : Gadala
- 2 mars - 11 juillet 1945 : De Chassey
- 12 juillet - 16 novembre 1945 : lieutenant-colonel De Chezelles.
- 1956 : Chevalier
- 1957 : Weil
- 1957 : Boispean
- 1959 : Klein
- 1962 : Bouchard
- 1976 : Desurmont
- 1989 : Rogez
- ? : Servent

## Historique des combats et batailles du18erégimentde chasseurs à cheval

### Guerres de la Révolution et de l'Empire
- 1793-94 : Armée de la Moselle

### 1815 à 1848
De 1821 à 1822, le régiment est en garnison à Libourne[réf. nécessaire].
- 1823 : Expédition d'Espagne

### Second Empire
Le 18e régiment de chasseur à cheval est resté en France et n'a participé ni à la campagne d'Italie ni à l'expédition du Mexique.

### 1870 à 1914

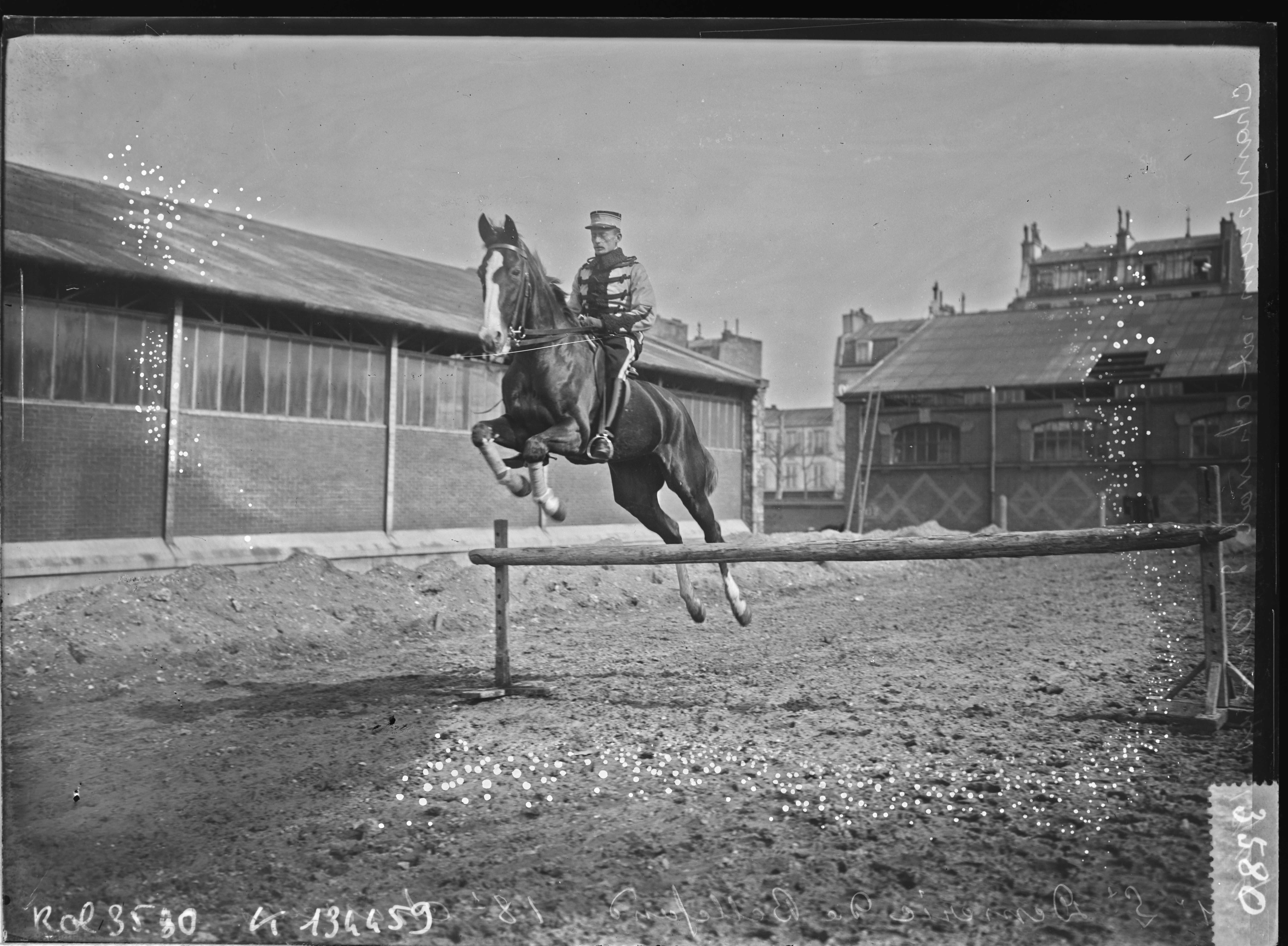
Un lieutenant du 18e chasseurs lors d'un championnat en 1909.

- septembre 1896-1900 : Arrivée le 4 septembre à 9 heures à Saint Germain en Laye des premiers escadrons en remplacement du 5e Chasseurs parti la veille, commandé par le général Poulleau (1839-1929) et le colonel Henri Méneust (1848-1911). Passé en revue le 12 décembre 1896 par le grand-duc Nicolas, inspecteur général de la cavalerie russe, petit-fils de l'empereur Nicolas II, il fait une démonstration avenue des Loges en forêt[2].
- 1907-1912 : Lunéville[réf. souhaitée]
- 1914 : Vitry-le-François[réf. souhaitée]Le capitaine De Thieulloy avec son uniforme du 18e chasseurs, dans le Tableau d'honneur de la grande guerre de L'Illustration[3]

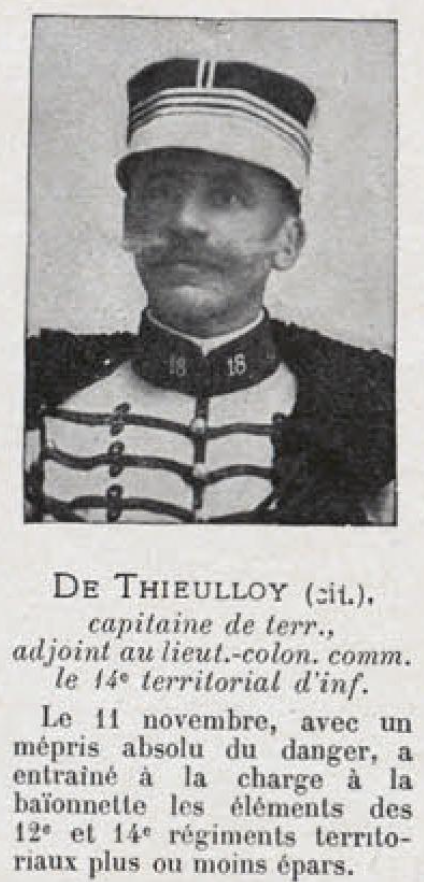
Le capitaine De Thieulloy avec son uniforme du 18e chasseurs, dans le Tableau d'honneur de la grande guerre de L'Illustration

### Première Guerre mondiale
Durant la Première Guerre mondiale, le régiment obtient deux citations à l'ordre de l'armée

### Entre-deux-guerres
Installé à Sarrebourg en 1918, le 18e régiment de chasseurs à cheval est aux quartiers Dahlmann et Keck de Haguenau en Alsace à partir de 1923[réf. souhaitée]. À cette date il n'est pas endivisionné. Rattaché à la 3e brigade de cavalerie de la 2e division de cavalerie (2e DC) de 1930 à 1940, le régiment est déplacé à Saint-Avold en Moselle en 1933[réf. souhaitée].

### Seconde Guerre mondiale

#### Drôle de guerre
En 1939, le 18e régiment de chasseurs à cheval constitue la 3e brigade de cavalerie (3e BC) avec le 5e régiment de cuirassiers. Avec sa division, il se porte aux débuts des hostilité en Haute-Alsace puis en Franche-Comté. Il rejoint en octobre les Ardennes.
En février 1940, la 3e BC est rattachée à la nouvelle 2e division légère de cavalerie (2e DLC), formée à partir de la 2e DC. En cas d'intervention en Belgique, cette division doit participer à la manœuvre retardatrice en Ardenne en avant de la 2e armée dont elle dépend, en direction de la frontière belgo-luxembourgeoise au sud de Martelange. Elle forme deux groupements ; la 3e BC fait partie du groupement ouest.

#### Bataille de France
Chassée des Ardennes par les forces allemandes, la 2e DLC doit reculer. Encerclée dans la région de Saint-Valery-en-Caux, elle est capturée le 12 juin 1940.
Il reçoit le 19 décembre 1940 la citation à l'ordre de l'armée suivante :

« Régiment de premier ordre qui s'était déjà brillamment conduit lors des rencontres d'avant-postes de septembre et d'octobre 1939. A, du 10 mai au 12 juin 1940, sous les ordres de M. le colonel Delpit, livré contre un ennemi supérieur en effectifs et en matériel, de nombreux combats au cours desquels il a toujours rempli au mieux les missions qui lui étaient confiées. En particulier, le 7 juin, a arrêté une violente attaque d'infanterie ennemie au Sud de la Somme, et le 12 juin, a conservé, malgré de lourdes pertes, la portion de terrain qu'il devait tenir. »

#### Libération
Le 18e régiment de chasseurs à cheval est créé à compter du 1er février 1945. Les deux composantes principales du régiment sont alors le noyau initial du 18e RCC, issu du régiment "Z" F.F.I. et le 16e groupe de reconnaissance de division d'infanterie F.F.I. Le régiment participe à l'opération Vénérable qui se déroule du 14 au 18 avril 1945 et aboutit à la prise de Royan. Il participe également à l'opération Jupiter qui se déroule du 30 avril au 1er mai 1945 et aboutit à la libération de l'île d'Oléron.

### De 1945 à nos jours
Le régiment est recréé en novembre 1956 et rattaché à la 21e division d'infanterie. Ses stationnements sont les suivants :
- novembre 1956 - décembre 1956 : Algérie - Nord-est Aurès
- décembre 1956 - 1958 : PC et 2e escadron Algérie - Kheirane

1er escadron Algérie - El Oudja
3e escadron Algérie - Kalaat el Trab et Foum Hella
4e escadron Algérie - Djellal et Tizint
Base arrière Algérie - Kenchela
- 1958 - août 1959 : PC et 2e escadron Algérie - Babar

3e escadron Algérie - ferme Berton
1er escadron Algérie - Zoui
4e escadron Algérie - ferme Saraillet
- août 1959 - mars 1962 : EM, ECS, 4e escadron Algérie - Tebessa

1er et 5e escadrons Algérie - Morsott
2e escadron Algérie - Boulhaf
3e escadron Algérie - Aïn Dalaa
- 7 mars 1962 - 16 mars 1962 : Kaiserslautern (dissolution, devient 5e cuirassiers)

## Étendard
Il porte, cousues en lettres d'or dans ses plis, les inscriptions suivantes, :
- Mataró 1823[12]
- Les Deux Morins 1914
- Flandres 1914-1918
- L'Aisne 1918
- AFN 1952-1962

## Décorations
sa cravate est décorée :
- Croix de Guerre 1914-1918 avec deux palmes
- Croix de Guerre 1939-45 avec une palme
- Fourragère aux couleurs du ruban de la Croix de guerre 1914-1918

## Insigne
La croix de Lorraine évoque l'implantation du régiment (Saint-Avold et Forbach) au moment de la création de l'insigne (1935). Le cavalier d'échecs est un symbole de manœuvrabilité (ce dernier est utilisé à partir de 1934 sur les véhicules du régiment). La trompe portant le numéro 18 est le symbole des chasseurs à cheval, le vert et le rouge sont les couleurs traditionnelles du régiment.

## Devise
- ancienne : « Per aspera ad astra »[réf. souhaitée]
- nouvelle: « Toujours le cul sur la selle »[14]

## Sources et bibliographie
- Joseph André Rivain, 18e régiment de chasseurs, campagne contre l'Allemagne : historique sommaire, Abbeville, Imprimerie F. Paillart, 1920, 67 p., lire en ligne sur Gallica.